# Josef Oliv
Josef Nathanael Oliv, född 2 september 1895 i Norra Unnaryds socken, död 7 april 1974 i Jönköping, var en svensk poet, författare och journalist. 

## Biografi
Föräldrar var snickarmästaren Johan Henning Oliv och Hennia Josefsdotter. Fadern avled tidigt och Josef Oliv tvingades hjälpa till att försörja familjen och gick endast i folkskola med varannandagsläsning. Han hade flera tillfälliga yrken innan han på inrådan av Ellen Key sökte och fick en friplats på Brunnsviks folkhögskola, där han studerade 1917-1918. Under studietiden lärde han känna Dan Andersson, Ragnar Jändel och Harry Blomberg. Särskilt med Blomberg utvecklade Oliv en närmare vänskap. Lärare som Torsten Fogelqvist och Niklas Bergius kom att betyda mycket för honom, och under denna tid började Oliv skriva dikter. Han fick 1921 anställning som journalist vid Nya Wermlands-Tidningen, där han stannade kvar till 1933. Under sin tid vid tidningen lärde han känna Selma Lagerlöf och J.A. Eklund och började även intressera sig för kyrkliga frågor. 
Oliv debuterade som poet 1926 med diktsamlingen Svarthavre. Senare utgav han diktsamlingarna Mörk tid 1934 och September 1945. Dessutom en novellsamling Rösten över vattnet från 1929. År 1933 flyttade han till Stockholm, där han först var journalist vid Stockholms-Tidningen och därefter 1934-1950 vid Svenska Dagbladet. Oliv var god vän med Axel Munthe och var under åren 1950-1967 intendent vid dennes villa San Michele på Capri i Italien. Oliv gav ut sina memoarer Vägen till San Michele år 1972.

### Urval
- Dikter : ett urval / med förord av Gabriel Jönsson ; [porträttet och vinjetterna tecknade av Lasse Johnson]. Malmö: Allhem. 1955. Libris 1445217